# Draft da NFL de 2019
O NFL Draft de 2019 foi a 84ª reunião anual das franquias da National Football League (NFL) para selecionar novos jogadores elegíveis. O draft foi realizado de 25 a 27 de abril em Nashville, Tennessee. A primeira rodada foi realizada em 25 de abril, seguida pela segunda e terceira rodadas em 26 de abril e terminou com as rodadas 4-7 em 27 de abril. Um recorde de 40 negociações foram feitas durante esse rascunho, tornando-se o maior já registrado na história da NFL Draft, superando os 37 que foram feitos em 2017. Mais de 600.000 pessoas estavam presentes nas ruas de Nashville e 47.5 milhões de espectadores assistiram em casa, ambos quebrando recordes para o NFL Draft.

## Processo de escolha da cidade anfitriã
A cidade anfitriã para o draft de 2019 (assim como o 2020) foi escolhida entre os finalistas Denver, Kansas City, Las Vegas, Nashville e Cleveland/Canton em maio de 2018 no NFL Spring League Meeting. Em 23 de maio de 2018, a liga anunciou Nashville como a cidade sede do NFL Draft de 2019.

## Seleções de jogadores
A seguir, são apresentados os 254 jogadores selecionados por posição : 
- 32 Cornerbacks
- 31 Linebackers
- 28 Wide receivers
- 26 Defensive ends
- 25 Running backs
- 23 Offensive tackles
- 21 Defensive tackles
- 19 Safeties
- 16 Tight ends
- 12 Offensive guards
- 11 Quarterbacks
- 5 Centers
- 2 Placekickers
- 2 Punters
- 1 Long snapper